# Janry (historietista)
Jean-Richard Geurts (seudónimo Janry) es un dibujante de historietas belga, nacido el 2 de octubre de 1957 en Jadotville, antiguo Congo Belga (actual Likasi en la República Democrática del Congo).

## Biografía
Jean-Richard Geurts llegó a Bruselas a la edad de diez años junto con sus padres. Al principio copiaba los dibujos de su hermano y luego hacía dibujos de aviones, que encadenaba en series sucesivas. Su madre observó las dotes de su hijo para la expresión artística, y lo inscribió en un curso de dibujo en Bélgica. Fue en ese curso que se apasionó definitivamente por el dibujo, encontrando más tarde, en la École d'Arts Graphiques a su gran compañero y futuro guionista, Philippe Tome, con quien luego firmará trabajos conjuntos como Tome & Janry.
Al principio de los años 1980, el dúo se encargó de continuar las Aventuras de Spirou y Fantasio, produciendo 15 álbumes en su particular estilo humorístico (con la excepción del último álbum, Machine qui rêve, de 1998, que está dibujado en un estilo semi-realista, toda una  innovación en la trayectoria de la serie).
Paralelamente a las Aventures de Spirou et Fantasio, Tome & Janry crearon en 1987 la serie Petit Spirou, que imagina al personaje Spirou cuando aún era un niño. Por su calidad y por la acogida de los lectores, esta serie tuvo un rápido éxito, sobrepasando el obtenido por el propio Spirou « adulto », serie con la que aún continúan y que les obligó a abandonar la primera.
Janry escribió también los guiones de la serie Passe-moi l'ciel dibujados por Stéphane De Becker (seudónimo Stuf), quien era el colorista de las series Spirou et Fantasio y Petit Spirou.

## Obra
- Le Petit Spirou

1. Dis bonjour à la dame, Dupuis, Marcinelle, 1990, guion: Tome, dibujos: Janry, colores: Stéphane De Becker
2. Tu veux mon doigt ?, Dupuis, Marcinelle, 1991, guion: Tome, dibujos: Janry, colores: Stéphane De Becker
3. Mais qu'est-ce que tu fabriques ?, Dupuis, Marcinelle, 1992, guion: Tome, dibujos: Janry, colores: Stéphane De Becker
4. C'est pour ton bien, Dupuis, Marcinelle, 1994, guion: Tome, dibujos: Janry, colores: Stéphane De Becker
5. "Merci" qui ?, Dupuis, Marcinelle, 1994, guion: Tome, dibujos: Janry, colores: Stéphane De Becker
6. N'oublie pas ta capuche!, Dupuis, Marcinelle, 1996, guion: Tome, dibujos: Janry, colores: Stéphane De Becker
7. Demande à ton père!, Dupuis, Marcinelle, 1997, guion: Tome, dibujos: Janry, colores: Stéphane De Becker
8. T'as qu'à t'retenir!, Dupuis, Marcinelle, 1999, guion: Tome, dibujos: Janry, colores: Stéphane De Becker
9. C'est pas de ton âge !, Dupuis, Marcinelle, 2000, guion: Tome, dibujos: Janry, colores: Stéphane De Becker
10. Tu comprendras quand tu s'ras grand !, Dupuis, Marcinelle, 2001, guion: Tome, dibujos: Janry, colores: Stéphane De Becker
11. Tu ne s'ras jamais grand !, Dupuis, Marcinelle, 2003, guion: Tome, dibujos: Janry, colores: Stéphane De Becker
12. C'est du joli !, Dupuis, Marcinelle, 2005, guion: Tome, dibujos: Janry, colores: Stéphane De Becker
13. Fais de beaux rêves, Dupuis, Marcinelle, 2007, guion: Tome, dibujos: Janry, colores: Stéphane De Becker

- Les Aventures de Spirou et Fantasio

1. Virus, Dupuis, Marcinelle, 1984, Guion: Tome, dibujo: Janry, coloreado: Studio Léonardo
2. Aventure en Australie, Dupuis, Marcinelle, 1985, Guion: Tome, dibujo: Janry
3. Qui arrêtera Cyanure ?, Dupuis, Marcinelle, 1985, Guion: Tome, dibujo: Janry
4. L'horloger de la comète, Dupuis, Marcinelle, 1986, Guion: Tome, dibujo: Janry
5. Le réveil du Z, Dupuis, Marcinelle, 1986, Guion: Tome, dibujo: Janry, coloreado: Stéphane De Becker
6. La jeunesse de Spirou, Dupuis, Marcinelle, 1987, Guion: Tome, dibujo: Janry, coloreado: Studio Léonardo
7. Spirou à New-York, Dupuis, Marcinelle, 1987, Guion: Tome, dibujo: Janry, coloreado: Stéphane De Becker
8. La frousse aux trousses, Dupuis, Marcinelle, 1988, Guion: Tome, dibujo: Janry, coloreado: Stéphane De Becker
9. La vallée des bannis, Dupuis, Marcinelle, 1989, Guion: Tome, dibujo: Janry, coloreado: Stéphane De Becker
10. Spirou à Moscou, Dupuis, Marcinelle, 1990, Guion: Tome, dibujo: Janry, coloreado: Stéphane De Becker
11. Vito la Déveine, Dupuis, Marcinelle, 1991, Guion: Tome, dibujo: Janry, coloreado: Stéphane De Becker
12. Le rayon noir, Dupuis, Marcinelle, 1993, Guion: Tome, dibujo: Janry, coloreado: Stéphane De Becker
13. Luna fatale, Dupuis, Marcinelle, 1995, Guion: Tome, dibujo: Janry, coloreado: Stéphane De Becker
14. Machine qui rêve, Dupuis, Marcinelle, 1998, Guion: Tome, dibujo: Janry, coloreado: Stéphane De Becker

- Passe-moi l'ciel[1][2][3]

1. Au suivant!, Dupuis, 1999, guion: Janry, dibujo y colores: Stuf
2. Flammes fatales!, Dupuis, 2000, guion: Janry, dibujo y colores: Stuf
3. Tas de beaux saints !, Dupuis, 2001, guion: Janry, dibujo y colores: Stuf
4. Nom de Dieu !, Dupuis, 2003, guion: Janry, dibujo y colores: Stuf
5. Tous au Paradis !, Dupuis, 2006, guion: Janry, dibujo y colores: Stuf
6. Réservé aux membres !, Dupuis, 2012, guion: Janry, dibujo y colores: Stuf